# Neo-uvaria parallelivenia
Neo-uvaria parallelivenia är en kirimojaväxtart som först beskrevs av Jacob Gijsbert Boerlage, och fick sitt nu gällande namn av Hiroshi Okada och K. Ueda. Neo-uvaria parallelivenia ingår i släktet Neo-uvaria och familjen kirimojaväxter. Inga underarter finns listade i Catalogue of Life.